# Mazin Al-Huthayfi
Mazin Ahmed Al-Huthayfi (Arabisch: مازن أحمد الحذيفي) (Djedda, 29 juli 1985) is een voormalig Saoedi-Arabische voetballer die als aanvaller speelde.

## Carrière
Mazin Al-Huthayfi is als voetballer eigendom van het Saoedi-Arabische Al-Ittihad. De club leende hem in 2010 uit aan de bescheiden Engelse clubs Staines Town en Hampton & Richmond Borough. In het seizoen 2011/12 werd hij voor een jaar verhuurd aan Portsmouth. 
In 2012 mocht de Saoedi-Arabische flankaanvaller een lange tijd testen bij FC Groningen, maar het was uiteindelijk het Duitse Fortuna Düsseldorf dat hem voor een half jaar overnam van Al-Ittihad. In januari 2013 werd hij uitgeleend aan Oud-Heverlee Leuven. Op 23 februari 2013 maakte Al-Huthayfi tegen KV Mechelen zijn officieel debuut in de Jupiler Pro League. Ook in het laatste duel van het seizoen - de terugwedstrijd van de finale van play-off II - mocht hij invallen.